# Copa de la Liga 1983
Die Copa de la Liga 1983 war die erste von vier Austragungen des spanischen Fußballligapokals Copa de la Liga. Der Wettbewerb begann am 8. Mai und endete am 29. Juni 1983. Teilnehmer waren die 18 Erstligisten der Saison 1982/83. Den Titel gewann der FC Barcelona, welcher sich im Finale gegen Real Madrid durchsetzte.

## Erste Runde
Die Hinspiele wurden am 8. Mai, die Rückspiele am 21. und 22. Mai 1983 ausgetragen.
|                  | Gesamt        |                    | Hinspiel | Rückspiel |
| ---------------- | ------------- | ------------------ | -------- | --------- |
| Celta Vigo       | 4:9           | Espanyol Barcelona | 3:2      | 1:7       |
| Betis Sevilla    | 2:2 (?:? i.E) | CD Málaga          | 1:0      | 1:2 n. V. |
| Racing Santander | 4:3           | FC Valencia        | 1:0      | 3:3       |
| UD Salamanca     | 1:4           | Atlético Madrid    | 0:0      | 1:4       |
| Real Saragossa   | 4:1           | FC Sevilla         | 2:1      | 2:0       |
| Athletic Bilbao  | 2:2 (5:4 i.E) | CA Osasuna         | 1:1      | 1:1 n. V. |
| UD Las Palmas    | 6:2           | Real Valladolid    | 4:1      | 2:1       |

- Real Madrid, der FC Barcelona, Sporting Gijón und Real Sociedad erhielten ein Freilos.

## Zweite Runde
Die Hinspiele wurden am 1. Juni, die Rückspiele am 8. Juni 1983 ausgetragen.
|                  | Gesamt        |                    | Hinspiel | Rückspiel |
| ---------------- | ------------- | ------------------ | -------- | --------- |
| Sporting Gijón   | 3:2           | CD Málaga          | 2:2      | 1:0       |
| Racing Santander | 3:6           | Real Saragossa     | 3:2      | 0:4       |
| Real Sociedad    | 2:2 (4:2 i.E) | Espanyol Barcelona | 2:2      | 0:0 n. V. |
| Atlético Madrid  | 3:2           | Athletic Bilbao    | 3:0      | 0:2       |

- Real Madrid, der FC Barcelona und UD Las Palmas erhielten ein Freilos.

## Dritte Runde
Die Hinspiele wurden am 11. und 12. Juni, die Rückspiele am 15. Juni 1983 ausgetragen.
|               | Gesamt |                 | Hinspiel | Rückspiel |
| ------------- | ------ | --------------- | -------- | --------- |
| UD Las Palmas | 1:3    | Atlético Madrid | 1:0      | 0:3       |
| FC Barcelona  | 1:0    | Sporting Gijón  | 1:0      | 0:0       |
| Real Madrid   | 2:1    | Real Sociedad   | 1:0      | 1:1       |

## Halbfinale
Die Hinspiele wurden am 19. Juni, die Rückspiele am 22. Juni 1983 ausgetragen.
|                 | Gesamt        |              | Hinspiel | Rückspiel |
| --------------- | ------------- | ------------ | -------- | --------- |
| Real Saragossa  | 8:8 (?:? i.E) | Real Madrid  | 5:3      | 3:5 n. V. |
| Atlético Madrid | 3:5           | FC Barcelona | 1:0      | 2:5       |

## Finale

### Hinspiel
| Real Madrid                                         | Real Madrid | FC Barcelona | FC Barcelona |
| --------------------------------------------------- | --- | --- | ------------ |
| Real Madrid                                         | \| 26. Juni 1983 in Madrid (Estadio Santiago Bernabéu) \| \| Ergebnis: 2:2 (0:0) \| \| Zuschauer: 80.000 \| \| Schiedsrichter: Idelfonso Urizar Azpitarte \| \| Spielbericht \|                                              | \| 26. Juni 1983 in Madrid (Estadio Santiago Bernabéu) \| \| Ergebnis: 2:2 (0:0) \| \| Zuschauer: 80.000 \| \| Schiedsrichter: Idelfonso Urizar Azpitarte \| \| Spielbericht \|                                                         | FC Barcelona |
| Real Madrid                                         | Agustín – Juan José, John Metgod, Salguero, Isidro Díaz – Ángel (68. García Hernández), Ricardo Gallego, Vicente del Bosque – Juanito, Santillana, Francisco Pineda (68. Ito) Cheftrainer: Alfredo Di Stéfano ( Argentinien) | Urruti – José Ramón Alexanko, Migueli, Julio Alberto, Tente Sánchez – Periko Alonso, Bernd Schuster (69. Esteban Vigo), Víctor Muñoz – Francisco Carrasco, Diego Maradona, Marcos Alonso Cheftrainer: César Luis Menotti ( Argentinien) | FC Barcelona |
| Real Madrid                                         | 1:2 Vicente del Bosque (62.) 2:2 Juanito (68., Elfm.) | 0:1 Francisco Carrasco (51.) 0:2 Diego Maradona (57.) | FC Barcelona |
| Real Madrid                                         | Vicente del Bosque, Ángel, Francisco Pineda, Salguero, Isidro Díaz, Ricardo Gallego | Diego Maradona, Víctor Muñoz, Bernd Schuster | FC Barcelona |
| 26. Juni 1983 in Madrid (Estadio Santiago Bernabéu) | | |              |
| Ergebnis: 2:2 (0:0)                                 | | |              |
| Zuschauer: 80.000                                   | | |              |
| Schiedsrichter: Idelfonso Urizar Azpitarte          | | |              |
| Spielbericht                                        | | |              |

### Rückspiel
| FC Barcelona                          | FC Barcelona | Real Madrid | Real Madrid |
| ------------------------------------- | --- | --- | ----------- |
| FC Barcelona                          | \| 29. Juni 1983 in Barcelona (Camp Nou) \| \| Ergebnis: 2:1 (2:0) \| \| Zuschauer: 120.000 \| \| Schiedsrichter: Joaquín Ramos Marcos \|                                                                                               | \| 29. Juni 1983 in Barcelona (Camp Nou) \| \| Ergebnis: 2:1 (2:0) \| \| Zuschauer: 120.000 \| \| Schiedsrichter: Joaquín Ramos Marcos \|                                                                                                  | Real Madrid |
| FC Barcelona                          | Urruti – José Ramón Alexanko, Migueli, Julio Alberto, Tente Sánchez – Periko Alonso, Bernd Schuster, Víctor Muñoz, Francisco Carrasco, Marcos Alonso (76. Esteban Vigo) – Diego Maradona Cheftrainer: César Luis Menotti ( Argentinien) | Agustín – Juan José, John Metgod, Salguero (16. Isidoro San José), Isidro Díaz – Ángel, García Hernández, Ricardo Gallego, Vicente del Bosque, Miguel Ángel Portugal – Ito (73. Santillana) Cheftrainer: Alfredo Di Stéfano ( Argentinien) | Real Madrid |
| FC Barcelona                          | 1:0 Diego Maradona (19., Elfm.) 2:0 José Ramón Alexanko (26.) | 2:1 Santillana (82.) | Real Madrid |
| FC Barcelona                          | Francisco Carrasco, Víctor Muñoz | Miguel Ángel Portugal, Santillana | Real Madrid |
| 29. Juni 1983 in Barcelona (Camp Nou) | | |             |
| Ergebnis: 2:1 (2:0)                   | | |             |
| Zuschauer: 120.000                    | | |             |
| Schiedsrichter: Joaquín Ramos Marcos  | | |             |